# Leopoldamys sabanus
Leopoldamys sabanus је врста глодара из породице мишева (Muridae).

## Распрострањење
Ареал врсте покрива средњи број држава у Азији. Врста има станиште у Бангладешу, Камбоџи, Лаосу, Вијетнаму, Малезији и Тајланду.

## Станиште
Станиште врсте су влажне тропске, суптропске и планинске шуме. Врста је по висини распрострањена до 3.100 метара надморске висине.

## Угроженост
Ова врста није угрожена, и наведена је као последња брига јер има широко распрострањење.